# Discanto
Discanto o discantus puede referirse a varios conceptos en música, dependiendo del periodo histórico de que se trate; etimológicamente, la palabra significa una voz (cantus) por encima o aparte de otras.
Un discanto es una técnica de polifonía medieval en la que un cantante canta el canto llano mientras otro entona una voz suplementaria, bien improvisada o compuesta previamente. La palabra en este sentido viene del término discantus supra librum (discanto "más allá del libro"), y es una forma de canto gregoriano en la que solo la melodía está anotada, mientras que se asume que irá acompañada de una polifonía improvisada. El discantus supra librum tiene reglas específicas que rigen la improvisación de las voces adicionales. En la música medieval el término discanto sirve para diferenciar el contrapunto que emplea el movimiento contrario para distinguirlo del organum paralelo o diafonía, en el cual el canto llano y el contrapunto se mueven en paralelo.
Más tarde el término pasó a significar, el tiple o cantante soprano en cualquier grupo de voces, o la línea más aguda en una canción y, con el tiempo, por el Renacimiento, se refirió generalmente al contrapunto.
El discanto puede referirse también al más agudo de un grupo de instrumentos, particularmente el violín o flauta dulce discanto. De igual manera, puede aplicarse a la clave soprano.
El discanto también puede referirse a una melodía aguda, florida, cantada por unas pocas sopranos para ornamentar un himno.
Se considera forma discanto a la sucesión de intervenciones de solistas y del coro, acabando en la cláusula. 